# Cá ép đầu lao
Cá ép đầu lao (danh pháp khoa học: Remora brachyptera) là một loài cá thuộc họ Cá ép được tìm thấy ở khắp thế giới ở các vùng biển nhiệt đới và cận nhiệt đới. Nó có thân dài đến 50 cm.

## Hình ảnh

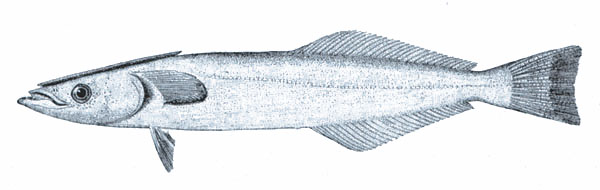